# TKp1
TKp1 – oznaczenie na Polskich Kolejach Państwowych parowozów pruskiej serii T13 (niemiecka seria BR 925-10).

## Historia
W 1910 roku KPEV otrzymały pierwsze tendrzaki serii T13.
Charakteryzowały się prostą budową, bez przegrzewacza. Dla kolei pruskich do 1922 r. zbudowano 584 parowozy, łącznie 666 sztuk. Na początku lat. 20 wyprodukowano ponadto kilka parowozów z przegrzewaczem. W Polsce po 1945 r. było ich 94 sztuki. 

## TKp1-46
Jedyny zachowany parowóz to TKp1-46 znajdujący się w Bydgoszczy. Egzemplarz ten znajdował się na stanie inwentarzowym PKP do 1967 roku, a od 1979 pełnił rolę pomnika przy peronie dworca Bydgoszcz Główna. Po latach ekspozycji parowóz przestawiono na teren tamtejszej lokomotywowni. 10 września 2014 roku Kujawsko-Pomorski wojewódzki konserwator zabytków wpisał parowóz do rejestru zabytków. W 2016 po renowacji stanął ponownie na terenie dworca Bydgoszcz Główna.